# Ultimate Spider-Man (videojuego)
Ultimate Spider-Man es un juego de computadora de acción y aventura basado en la serie de cómics del mismo nombre de Brian Michael Bendis y Mark Bagley sobre el popular superhéroe de Marvel Comics Spider-Man, ambientado en el universo Ultimate Marvel. La versión de PlayStation 2, Nintendo GameCube y Xbox fue desarrollada por Treyarch, una subsidiaria del editor Activision, mientras que Beenox la portó a Microsoft Windows; Vicarious Visions creó juegos independientes para Nintendo DS y Game Boy Advance, y Mforma para teléfonos móviles. En Estados Unidos, Ultimate Spider-Man fue lanzado el 22 de septiembre de 2005 y el 14 de octubre el juego salió a la venta en Europa; la versión para teléfonos móviles estuvo disponible para descargar el 30 de noviembre.
En la historia, Peter Parker, estudiante de Midtown High School, que protege a la gente de su ciudad natal de Nueva York como el superhéroe Spider-Man, se enfrenta a su amigo de la infancia Eddie Brock, quien está influenciado negativamente por un simbionte creado artificialmente conocido como Venom; el enfrentamiento entre los jóvenes se complica por la intervención del empresario Bolivar Trask, quien contrata a la organización Wild Pack liderada por Silver Sable para capturar a Venom, así como la aparición de un misterioso mercenario que opera bajo el alias Escarabajo.
Ultimate Spider-Man recibió críticas mixtas, en su mayoría positivas, de los periodistas de videojuegos. Los críticos elogiaron la jugabilidad tanto del propio Spider-Man como de su enemigo Venom, así como los gráficos estilo cómic del juego, que le valieron un premio Annie a la «Mejor animación» en 2006; por otro lado, los críticos se quejaron de la corta duración de la campaña de la historia y de la realización forzada de misiones adicionales. Posteriormente, Ultimate Spider-Man tuvo varios spin-offs y sus eventos se adaptaron a la trama del cómic del mismo nombre, «La guerra de los simbiontes».

## Jugabilidad

### Versión para PS2, GCN, Xbox y PC
Ultimate Spider-Man es un videojuego de acción y aventura en tercera persona en el que el jugador controla al superhéroe Spider-Man y al supervillano Venom. Los gráficos del juego están estilizados como cómics utilizando la tecnología 3D Comic Inking. La narración se desarrolla desde la perspectiva de ambos protagonistas en el formato de un «cómic que cobra vida»: las escenas consisten en paneles tridimensionales que se mueven a través de la pantalla, dibujados al estilo del dibujante de cómics del mismo nombre, Mark Bagley, y los golpes de los personajes van acompañados de exclamaciones de «boom» y «bam». Durante el juego, aparecen pistas en la pantalla que explican la esencia de las próximas misiones.
Al igual que Spider-Man 2 (2004), lanzado anteriormente, el juego presenta un mundo abierto que es una versión 3D de Manhattan; el jugador puede explorarlo entre misiones y después de completar la campaña de la historia. Los desarrolladores han reducido la escala del mapa en comparación con el juego anterior, pero también han añadido nuevas ubicaciones, como Queens, la ciudad natal de Peter Parker, así como lugares icónicos de los cómics, como el Triskelion, el edificio Baxter y el Sanctum Sanctorum. Hay 75 portadas de cómics repartidas por toda la ciudad y al completar ciertas condiciones del juego se desbloquean 5 trajes nuevos.
A medida que el jugador explora el mundo abierto, aparecen «eventos de la ciudad» en el mapa, lo que indica que los neoyorquinos están en problemas. Spider-Man salva a las personas ayudándolas a descender desde grandes alturas o llegar al hospital más cercano; la tarea fallará si el superhéroe no logra completarla antes de que expire el cronómetro. Algunas personas pueden encontrarse bajo escombros o en automóviles cerrados; para liberarlos, el jugador debe completar un minijuego en el que debe presionar los botones que aparecen en la pantalla. Si hay varias de estas personas, aparece un contador de evaluación de amenazas junto a ellas, tras lo cual el jugador determina cuál de las víctimas debe salvarse primero. El juego también incluye «delitos urbanos»: robos de coches y atracos. Además de los delincuentes comunes, hay minijefes representados por Shocker y Boomerang.
En las misiones de la historia, el jugador tendrá que derrotar tanto a los oponentes habituales como a los jefes, algunos de los cuales primero deberán ser atrapados; al mismo tiempo, aparece una escala de distancia en la pantalla: si el ícono del jefe se aleja del ícono del protagonista y llega al final de la escala, la persecución comenzará de nuevo. Además de las misiones de la historia, hay misiones adicionales que el jugador debe completar para poder avanzar más en la historia principal; se dividen en dos categorías: giras de combate y carreras. En el primer caso, el jugador necesita derrotar a un cierto número de oponentes en el tiempo asignado; total de tales tours - 36. El juego tiene 60 carreras, que se dividen en varios tipos: volar a través de anillos, saltar sobre plataformas y cruzar esferas. También hay una cuarta variedad: competir con la Antorcha Humana en varios niveles de dificultad. Para activar la misión, el jugador debe llegar al marcador que se muestra en el mapa.
Spider-Man se desplaza por la ciudad tanto por tierra como por aire, columpiándose en su telaraña y escalando paredes; para acelerar el movimiento, el jugador puede disparar una red en la dirección que quiera y tirar de Spider-Man. Por primera vez en la serie de juegos, Spider-Man puede trepar por la red como si estuviera sujeto por una cuerda mientras se balancea. El superhéroe también es capaz de recorrer largas distancias con un doble salto. Muchas de las técnicas de Spider-Man fueron heredadas de Spider-Man 2, pero también aparecieron otras nuevas: por ejemplo, un personaje puede golpear a un enemigo empujándolo desde una pared, enredarlo en una red y balancearlo, colgarlo de una farola y también atarlo al suelo con una red; la última condición es necesaria para neutralizar completamente a los enemigos comunes; de lo contrario, si Spider-Man no tiene tiempo para hacer esto, se levantarán y continuarán la batalla. Spider-Man es alertado del peligro mediante un «sentido de araña» que aparece sobre su cabeza, lo que le permite al jugador evadir el ataque de un oponente y evitar daños. El juego carece del árbol de habilidades de Spider-Man 2 y se desbloquean nuevos combos a medida que avanzas en la historia.
A diferencia de Spider-Man, Venom no se balancea en una red, sino que recorre largas distancias saltando alto, y también con la ayuda de tentáculos que lo empujan hacia adelante, que usa como látigo. Como un superhéroe, Venom puede escalar paredes, pero cuando se mueve por los rascacielos, deja huellas en las paredes. Como Venom no es un personaje positivo, puede atacar tanto a criminales como a civiles. En combate cuerpo a cuerpo, utiliza no sólo sus puños, sino también tentáculos orgánicos que amplían su rango de ataque. Además, Venom es capaz de destruir infraestructuras, como romper bocas de incendio y arrojar coches. Cuando juegas como Venom, el jugador necesita reponer periódicamente su barra de salud, ya que el simbionte es esencialmente un vampiro que devora el cuerpo de su anfitrión; la salud se repone absorbiendo a las personas que se encuentran en el camino y, después de agotar completamente su vitalidad, Venom escupe cuerpos sin vida.

### Versiones para DS, GBA y móviles
Los tres juegos son plataformas de desplazamiento lateral en 2D desarrollados con un motor de gráficos 3D. La trama se presenta a través de cuadros fijos en paneles que se reemplazan entre sí, creando así el mismo efecto de «cómic viviente» que el juego de Treyarch; a diferencia de otras versiones portátiles, la de DS tiene actuación de voz. Dado que la versión de DS se creó teniendo en cuenta las características de la consola, el jugador utiliza su pantalla inferior y controla a los personajes con el lápiz óptico. Si, cuando se juega como Spider-Man, la pantalla inferior es responsable sólo de las mecánicas de juego auxiliares, entonces, en el caso de Venom, todo el sistema de combate del personaje se basa en el uso del sensor inferior; entonces, usando un lápiz óptico, un jugador puede: atacar a los enemigos con tentáculos orgánicos, absorberlos para reponer salud y lanzar elementos interiores. En los niveles de Spider-Man, el jugador debe completar una ruta lineal desde el punto A al punto B, salvar a las personas en problemas y detener a los criminales. El juego de DS es la única versión con modo multijugador: los jugadores luchan entre sí, controlando a Spider-Man y Venom en lugares cerrados. La versión de GBA es una versión simplificada de la DS en términos de jugabilidad, sin controles táctiles, actuación de voz y la mayoría de los personajes de la campaña de la historia; la trama se desarrolla a través de marcos estilizados como cómics con texto.
La versión para teléfonos móviles utiliza una jugabilidad simplificada, por ejemplo, el botón «OK», se encarga de atacar y la tecla de dirección se encarga de pegarse a las paredes. La narrativa del juego no se desarrolla con la ayuda de paletas dinámicas al estilo de un cómic, sino a través de imágenes estáticas con texto. En cada nivel, Spider-Man debe detener a Venom antes de que consuma una gran cantidad de civiles, mientras que Venom debe derrotar al superhéroe antes de que su salud se agote por completo. En el camino de los personajes hay delincuentes que crean un obstáculo para completar la misión; algunos enemigos son neutrales hacia el protagonista; por ejemplo, Shocker y el Duende Verde atacan solo a Spider-Man y no le prestan atención a Venom.

## Trama

### Personajes y escenario
El juego está ambientado en el universo Ultimate Marvel, creado por Marvel Comics para reinventar sus personajes clásicos; aquí Peter Parker todavía es estudiante en Midtown High School, vive en Queens con su tía viuda May Parker y sale con su compañera de clase Mary Jane Watson y trabaja como diseñador web para el popular periódico de la ciudad The Daily Bugle. También es amigo de otros superhumanos como los Ultimates y los Cuatro Fantásticos, y ocasionalmente trabaja con el director de la organización secreta S.H.I.E.L.D., Nick Fury.
La trama del juego está precedida por un arco que abarca los números 33-39 del cómic del mismo nombre; Anteriormente, Peter se reunió con su amigo de la infancia Eddie Brock, quien le reveló que sus padres Richard Parker y Edward Brock Sr. estaban trabajando en una cura para el cáncer, que se encarnaba en la forma de un simbionte creado artificialmente llamado Venom; se vieron obligados a completar su investigación debido a la intervención del empresario Bolivar Trask, quien financió sus actividades, al ver en el simbionte un arma potencialmente poderosa; mientras intentaba estudiar el simbionte, Peter accidentalmente se lo puso como un traje orgánico vivo, después de lo cual sus características físicas aumentaron muchas veces, pero al mismo tiempo, la influencia de Venom hizo que Parker fuera más agresivo; luego trató de transmitirle a Eddie toda la magnitud del peligro que representaba el traje y destruyó el simbionte, pero Brock consideró las acciones de Peter como una traición y se unió a la muestra de Venom que tenía; Se desató una pelea entre los jóvenes, que fue interrumpida por agentes de la policía de Nueva York, y Venom aparentemente murió tras pisar una línea eléctrica de alto voltaje. Las versiones para PS2, GCN, Xbox, PC y DS tienen actuación de voz para los personajes. Un año después, Dave Fennoy, quien dio voz a Nick Fury, y Jennifer Hale (voz de Silver Sable) repitieron sus personajes en la precuela de Ultimate Spider-Man, Spider-Man: Battle for New York.

### Historia
Tres meses después de la desaparición de Eddie, Peter vuelve a la normalidad; en este momento, el Venom superviviente ataca a los transeúntes al azar, cuya energía vital prolonga su existencia. Un día, durante una batalla con bandidos callejeros, termina en uno de los bares de la ciudad, donde se encuentra con Wolverine y lo derrota en la batalla. Después de salvar la ciudad del supervillano N.O.S.O.R.O.G. Peter comienza a experimentar un fuerte dolor de cabeza causado por la presencia de Eddie mirándolo desde detrás de su escondite. Esa misma noche, una organización de mercenarios llamada Wild Pack, liderada por Silver Sable, intenta capturar a Venom, quien logra escapar. Al día siguiente, Peter realiza un recorrido por el Museo Metropolitano de Arte, donde revela la fuente de su dolor de cabeza: Venom; después de una breve pelea entre los dos, Sable finalmente captura a Venom.
Eddie termina en una jaula de energía ubicada en la sede de Trask, quien, junto con su compañero Adrian Toomes, convence a Brock para que los ayude a probar el traje; como parte de la verificación, Trask le ordena a Venom que alcance y detenga a Electro, sin embargo, la persecución termina sólo en Times Square, donde las acciones de Electro atraen la atención de Spider-Man. Cuando Electro neutraliza al superhéroe, Venom lo derrota en un combate uno a uno y luego intenta llegar a Parker, pero se ve obligado a retirarse debido a la aparición de agentes de S.H.I.E.L.D. y regresar a Trask. Tras revelar la identidad de Spider-Man, éste escapa del cautiverio.
Mientras tanto, un mercenario latveriano que opera bajo el seudónimo de Zhuk, libera al Duende Verde, que está encarcelado por S.H.I.E.L.D, roba una muestra de ADN de Sandman del laboratorio de S.H.I.E.L.D, y luego intenta conseguir una pieza del traje de Venom, pero pierde ante este último. El día después de derrotar al Duende Parker es capturado por Silver Sable, quien tiene la intención de entregárselo a Trask, sin embargo, antes de que ella pueda llevar a cabo su plan, Peter recupera la conciencia y lucha contra ella bajo el puente de Queensboro hasta que aparece Venom y neutraliza a Sable. Aunque Spider-Man la salva de Venom, Sable captura a ambos después de que termina la batalla.
Eddie se despierta en Trask Industries después de escuchar el grito de Peter causado por que Toomes le inyectó una muestra de Venom; esto lleva a la aparición de un segundo simbionte, Carnage, que subyuga el cuerpo del joven. Venom pronto absorbe a Carnage. Gracias a Carnage y los restos de Venom en la sangre de Parker, Brock obtiene el control total del traje, lo que se refleja en la aparición de un símbolo de araña en su cuerpo. Spider-Man alcanza a Trask y exige saber el destino de sus padres, pero el empresario se ve obligado a huir cuando Venom irrumpe en su oficina. Mientras Sable se niega a intervenir debido a que su contrato y el de Trask expiran, Spider-Man rescata a Trask derrotando a Venom en el helipuerto.
Después de que llegan los agentes de S.H.I.E.L.D., Peter revisa los archivos de Trask y descubre que sus padres y los de Eddie murieron en un accidente aéreo causado por Brock Sr., quien se convirtió en Venom y causó el accidente a bordo. Mientras Eddie irrumpe en la celda de Trask para matarlo, Peter entabla una conversación con Mary Jane, durante la cual expresa pesar por el destino de su antiguo amigo.

## Desarrollo
Poco antes del lanzamiento de Spider-Man 2, basado en la película homónima de Sam Raimi, en junio de 2004, Activision anunció la creación de un nuevo juego de Spider-Man, que estaría basado en los cómics y se lanzará en 2005, antes de finalizar el desarrollo de la tercera parte de la trilogía del juego, adaptando los acontecimientos de la película Spider-Man 3 (2007); al mismo tiempo, la compañía invitó a la prensa a identificar el próximo proyecto por su título provisional Spider-Man Classic y se negó a revelar la lista de plataformas que respaldan el juego. En julio, durante el evento «Activate» celebrado en Santa Mónica, California, Activision anunció que el nuevo juego se basaría en la serie de cómics Ultimate Spider-Man. La compañía eligió este cómic como material fuente debido a su popularidad en el mercado estadounidense. En enero de 2005, Activision también confirmó que Ultimate Spider-Man se lanzaría para Windows, Xbox, PlayStation 2 y Nintendo GameCube. En marzo, Marvel publicó en su sitio web oficial una lista de los próximos juegos de superhéroes desarrollados bajo su licencia, incluido Ultimate Spider-Man, que la compañía planeaba lanzar en el tercer trimestre de ese año. En abril, el número de consolas compatibles con el juego se complementó con Nintendo DS y Game Boy Advance.
Activision involucró a ambos creadores del cómic original para trabajar en el proyecto: por ejemplo, Brian Michael Bendis no solo dirigió el desarrollo del juego, sino que también escribió el guion y también eligió a los actores de doblaje, mientras que Mark Bagley dibujó más de 30 diseños de personajes. Treyarch pretendía no sólo crear un juego al estilo de un cómic, sino también «transferir el cómic en sí al espacio tridimensional» utilizando la tecnología 3D Comic Inking, por ello, los creadores dedicaron los primeros tres o cuatro meses de desarrollo a texturizar los personajes; primero estudiaron los bocetos de Bagley para ver si era posible crear modelos de computadora basados en ellos, luego de lo cual el artista envió bocetos en color a los desarrolladores, y solo entonces fueron aprobados por representantes de Marvel Comics. Una de las características clave del juego es la presencia de dos protagonistas: Spider-Man y Venom; Treyarch tomó prestada la idea de contar historias de ambos lados del conflicto de Halo 2 (2004). Los desarrolladores crearon cámaras separadas para cada uno de ellos y prepararon una gran cantidad de variaciones de su rotación, comparable a la cantidad de combos en el sistema de combate. Según el diseñador principal Brian Reed, «los niños siempre quisieron jugar como los malos», lo que les dio la idea de hacer jugable a uno de los supervillanos. Como la mayoría de las veces escuchaban de los fans que querían jugar como Venom, los creadores decidieron «darles esta oportunidad». La música del juego fue escrita por el compositor Kevin Manthey; el ingeniero de sonido le indicó que experimentara con las composiciones de Venom, por lo que Mantei intentó reflejar en ellas el conflicto interno del personaje. Cuando se completó el desarrollo, más de 100 personas habían trabajado en el juego.
Vicarious Visions fue responsable de crear las versiones del juego para Nintendo DS y Game Boy Advance. Teniendo en cuenta las críticas sobre las ubicaciones complicadas en Spider-Man 2, los diseñadores del juego decidieron simplificar los niveles para un paso más dinámico. Los siguientes personajes fueron excluidos de la versión GBA: N.O.S.O.R.O.G., Electro, Green Goblin y Beetle. La versión para móviles fue desarrollada por Mforma.

## Promoción y lanzamiento
Activision presentó Ultimate Spider-Man en la exposición de juegos E3 2005; la compañía no solo reveló los primeros detalles del juego, sino que también mostró su tráiler completo. Activision también presentó a la prensa una versión de demostración que consta de dos misiones: batallas entre Spider-Man y N.O.S.O.R.O.G y Venom y Electro. En julio, la compañía asistió al festival Comic-Con 2005, donde mostró un nuevo tráiler, del cual se supo que el juego sería lanzado en septiembre del mismo año. En la conferencia telefónica sobre resultados de agosto de Activision, el director ejecutivo de la compañía, Ron Doornink, dijo que el juego se lanzaría «a finales de septiembre». A principios de septiembre, Activision dio a los periodistas del juego la oportunidad de pasar por varios niveles más: la batalla entre Peter Parker y Venom en el campo de fútbol, la batalla entre Venom y Wolverine en el bar, la batalla entre Spider-Man y Shocker. y la batalla entre Spider-Man y Beetle. Poco antes del lanzamiento de las versiones de consola, Mforma lanzó un tráiler del juego para móviles.
Ultimate Spider-Man se estrenó en Estados Unidos el 22 de septiembre de 2005. Al inicio de las ventas, el precio de la versión para GameCube, Xbox y PS2 era de 49,99 dólares, y el juego en sí recibió una calificación de T; el precio de la versión para PC con la misma calificación fue de $29,99; las versiones GBA y DS fueron clasificadas como E10+ y se vendieron por $29.99 y $39.99. En noviembre, Ultimate Spider-Man era el juego más vendido de Activision.
En PS2, Activision lanzó el juego en dos ediciones: estándar y limitada; Venom está representado en la portada de este último. La edición limitada incluye materiales adicionales, que incluyen: una entrevista con el cocreador de Spider-Man, Stan Lee, un documental de 22 minutos llamado «The Making of Ultimate Spider-Man» que cubre el desarrollo del juego, cuatro avances biográficos - Spider-Man, Venom, Beetle y Carnage: dos minutos cada uno, así como vídeos con trucos de los diseñadores de juegos. Al inicio de las ventas, el precio de la edición limitada era de 59,99 dólares, 10 dólares más que la edición estándar.

## Recepción

### Reseñas de críticos
El juego recibió críticas en su mayoría positivas. En GameRankings, la puntuación media de la versión Xbox fue del 78 %, para PlayStation 2: 75,74 %, para Nintendo GameCube: 75,41 %, para Nintendo DS: 75,11 %, para Game Boy Advance: 74,58 %, para PC: 62,67 %. La versión de PS2 tiene una puntuación de 78 sobre 100 en Metacritic, para Xbox: 77 puntos sobre 100, para GCN: 76 puntos sobre 100, para DS: 75 puntos sobre 100, para GBA: 74 puntos sobre 100, para PC: 62 puntos sobre 100.
Algunos periodistas calificaron a Ultimate Spider-Man como el mejor juego de cómics en el momento de su lanzamiento. Fue elogiada principalmente por sus gráficos cómicos, narración a través de paneles, la oportunidad de jugar como Venom, actuación de voz y batallas contra jefes. Ilarie Goldstein de IGN le dio crédito a Beenox por crear un buen port para PC, lo que Spider-Man 2 no hizo. Oleg Stavitsky de Igromania señaló que «la ausencia de una base hollywoodense fue exclusivamente beneficiosa para el Spiderman informático. Treyarch dejó de mirar el guion que les fue transferido junto con la licencia y finalmente encendió su imaginación». StopGame.ru expresó su admiración por el mundo abierto del juego: «La atmósfera de la vida en la Gran Manzana se transmite maravillosamente: en la ciudad se cometen robos y ataques a los residentes, hay casos en que personas que dudan de sí mismas intentan suicidarse. Se nos da la libertad que tanto amamos. Puedes simplemente volar por la ciudad, disfrutar de sus vistas, explorar nuevos rincones». GamePro calificó a Ultimate Spider-Man como «un juego excepcional tanto para los fanáticos de Spider-Man desde hace mucho tiempo como para las nuevas audiencias».
Por otra parte, muchos críticos lamentaron la corta duración del juego, además de tener que completar misiones adicionales para avanzar en la historia principal. Official U.S. PlayStation Magazine concluyó que «la campaña de la historia podría haberse hecho mejor». Martin Coxall declaró que las misiones de Ultimate Spider-Man son más débiles que las de Spider-Man 2 y que la historia es peor que la de Spider-Man (2002), por lo que Ultimate Spider-Man «no es "perfecto"». Entre otros problemas, Alex Navarro de GameSpot, destaca la falta de respuesta de la cámara en espacios reducidos, las texturas borrosas y la insuficiente distancia de dibujado. Contrariamente a la valoración positiva de Venom por parte de la mayoría de los críticos, Eduardo Vasconcellos de GameSpy, lo calificó como el peor elemento de Ultimate Spider-Man debido a su lentitud y a su salud menguante. GameRevolution criticó la música, describiéndola como un «conjunto de cacofonías». GameZone lamentó la escasa cantidad de contenido adicional del juego, que se limita a portadas de cómics y algunos trajes.
Game Chronicles calificó la versión de DS como el mejor juego de superhéroes para la plataforma, señalando que superaba a su predecesor, Spider-Man 2, gracias a su adictiva jugabilidad, los nuevos ataques combinados y el máximo aprovechamiento de la doble pantalla. Esta postura fue compartida por David Vanasella, de WorthPlaying, que resumió: «Un gran estilo de cómic, una actuación de voz fantástica, una historia atractiva y una mecánica de juego adictiva crean un producto del que el propio Spidey estaría orgulloso». A pesar de las críticas positivas de la versión para DS, Craig Harris de IGN, calificó el modo multijugador de «desequilibrado» y el diseño del juego de «simplista»; según el crítico, los jugadores tendrán poco que hacer en el juego después de completar la campaña de la historia.
Comic Book Video Games calificó la versión de GBA de juego estéril con unos gráficos y una jugabilidad aceptables, pero de los dos proyectos, Vicarious Visions aconsejó a los jugadores que se quedaran con la versión de DS. Cheat Code Central señala que, aunque el juego de GBA «palidece en comparación» con otras versiones, sigue siendo «disfrutable» gracias a la música (cada nivel reproduce una canción individual), las imágenes estáticas bellamente dibujadas y un argumento dinámico. Según Stephen Trish de GameVortex, la versión para GBA «atraerá sobre todo a los jugadores más jóvenes y a los fans de Spider-Man, pero es lo bastante buena como para resultar moderadamente divertida a casi cualquier jugador».
GameSpot menciona «los buenos controles, la posibilidad de jugar como Spider-Man y Venom, y los niveles multietapa» como los principales puntos fuertes de la versión para móviles, mientras que el crítico menciona «un diseño no muy creativo», «fondos insulsos» y el hecho de que el juego «se aburre rápidamente» como sus inconvenientes.  En su análisis para IGN, Levi Buchanan concluía que Mforma debería haber dedicado el juego por completo a Venom, ya que los niveles de Spider-Man le parecían «predecibles».

### Premios y nominaciones
| Año  | Premio          | Categoría                                | Nominado             | Resultado | Ref.    |
| ---- | --------------- | ---------------------------------------- | -------------------- | --------- | ------- |
| 2006 | Premios Annie   | Mejor animación en un juego de ordenador | Ultimate Spider-Man  | Ganadora  | [ 114 ] |
| 2006 | D.I.C.E. Awards | Logros destacados en dirección artística | Treyarch, Activision | Nominada  | [ 114 ] |

## Legado
Durante una entrevista con el bloguero de YouTube Matt McMuscles, el artista de texturas de Ultimate Spider-Man Chris Salazar reveló que Activision canceló el desarrollo de la secuela del juego porque no estaban satisfechos con las cifras de ventas. La secuela estaba ambientada en invierno, con el Duende Verde como villano principal y nuevos barrios como Coney Island (Brooklyn) que se sumaban al mundo abierto. Según el artista, la dirección de la empresa no tenía grandes expectativas sobre las ventas de la segunda parte, por lo que detuvo su producción en una fase temprana. Bendis, que también iba a escribir un guion para ese juego, acabó adaptándolo en el arco argumental «La muerte del duende» del cómic Ultimate Spider-Man.
Según los rumores, los desarrolladores de la secuela de Ultimate Spider-Man, que nunca vio la luz, planeaban convertir al Duende Verde en uno de los personajes jugables, como se hizo con Venom en el juego original. Esta idea se materializó en una precuela de Ultimate Spider-Man llamada Spider-Man: Battle for New York, que salió a la venta en 2006 para DS y GBA. En 2008, Bendis adaptó los acontecimientos del juego al arco argumental «La guerra de los simbiontes», que abarca los números 123 a 128 del cómic Ultimate Spider-Man.
Ultimate Spider-Man ha aparecido en otros juegos posteriores de la serie. Es uno de los cuatro personajes jugables de Spider-Man: Shattered Dimensions (2010); a diferencia del resto de los Spider-Men, lleva un traje simbiótico con el que contrarrestar a las versiones Ultimate de Electro y Karnage. En los juegos para móvil Spider-Man: Toxic City (2009) y Ultimate Spider-Man: Total Mayhem (2010), Ultimate Spider-Man vuelve a ser el protagonista.